# Région de Coimbra
La Région de Coimbra (en portugais : Região de Coimbra) est une communauté intermunicipale et une sous-région, située dans la Région Centre au Portugal.

## Histoire
Les statuts de la communauté intermunicipale de la Région de Coimbra sont approuvés en janvier 2014.
En 2021, la Région de Coimbra compte 436 929 habitants.

## Municipalités

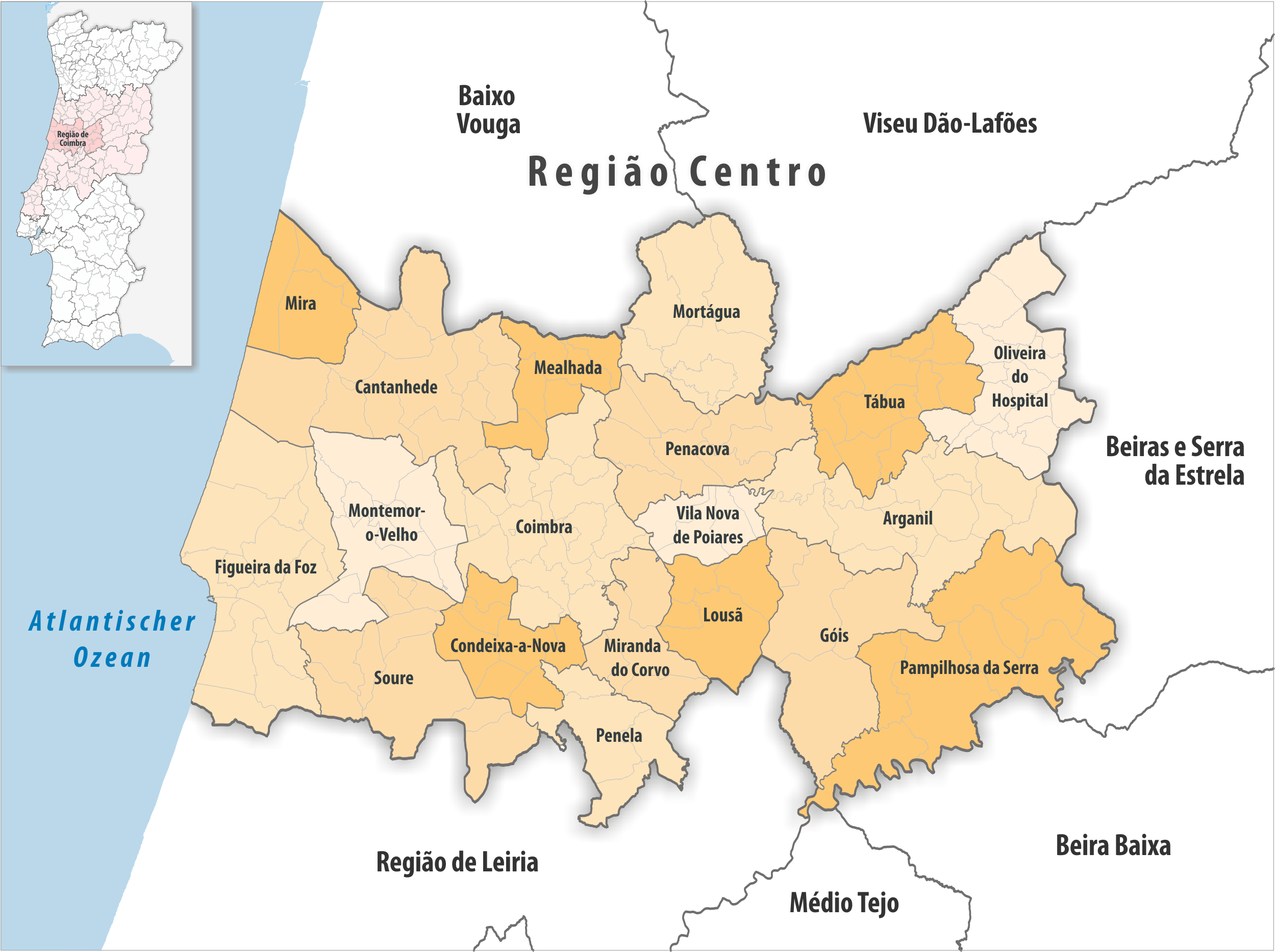
Carte des municipalités de la Région de Coimbra.

La Région de Coimbra regroupe 19 municipalités.
| Municipalité         | Pop. (2021) |
| -------------------- | ----------- |
| Arganil              | 11 065      |
| Cantanhede           | 34 212      |
| Coimbra              | 140 816     |
| Condeixa-a-Nova      | 16 735      |
| Figueira da Foz      | 58 962      |
| Góis                 | 3 811       |
| Lousã                | 17 006      |
| Mealhada             | 19 348      |
| Mira                 | 12 113      |
| Miranda do Corvo     | 12 002      |
| Montemor-o-Velho     | 24 571      |
| Mortágua             | 8 963       |
| Oliveira do Hospital | 19 413      |
| Pampilhosa da Serra  | 4 082       |
| Penacova             | 13 113      |
| Penela               | 5 440       |
| Soure                | 17 261      |
| Tábua                | 11 160      |
| Vila Nova de Poiares | 6 803       |